# Dmytro Dubiłet
Dmytro Ołeksandrowycz Dubiłet, ukr. Дмитро Олександрович Дубілет (ur. 27 maja 1985 w Dniepropetrowsku) – ukraiński przedsiębiorca i polityk, od 2019 do 2020 minister.

## Życiorys
Syn Ołeksandra Dubiłeta, byłego prezesa PrywatBanku. Kształcił się m.in. w Roycemore School. W 2012 został absolwentem London Business School. W latach 2005–2010 prowadził własną firmę z branży IT w Kijowie. W 2010 był menedżerem projektów w oddziale MasterCard w Warszawie. W latach 2012–2016 zajmował stanowisko dyrektora PrywatBanku odpowiedzialnego za dział IT. W 2017 współtworzył przedsiębiorstwo, które stworzyło monobank, ukraiński bank internetowy.
W sierpniu 2019 objął stanowisko ministra gabinetu ministrów w rządzie Ołeksija Honczaruka. Zakończył urzędowanie wraz z całym gabinetem w marcu 2020.